# Rocky II
Rocky II je americký sportovní film z roku 1979, druhé pokračování filmové série Rocky, navazující na snímek Rocky a následovaný filmem Rocky III. Scénář napsal a film sám režíroval hlavní představitel Rockyho Balboa Sylvester Stallone.
Film vypráví děj 10 měsíců od událostí prvního dílu, kdy Rocky boxoval proti světovému šampiónovi těžké váhy Apollo Creedovi, který je nyní obviňován, že zápas byl zmanipulovaný a pravým vítězem se měl stát Rocky Balboa.

## Příběh
Rocky prohrál zápas s Apollo Creedem, ale splnil si své předsevzetí vydržet všech 15 kol. Během zápasu Rocky i Creed utrpí vážná zranění a po zápasu jsou odvezeni na ambulanci. Ještě v nemocnici se setkávají, Creed je rozhořčen tím, že Rocky je první, kterého neknock-outoval a slibuje mu, že kdykoliv si zápas zopakuje. Rocky toto flegmaticky přehlíží a hledí si především Adriany, které slibuje, že už boxovat nebude.
Když je Rocky propuštěn z nemocnice, požádá Adrianu o ruku v zoo u výběhu tygrů a Adriana souhlasí. Posléze si oba začnou užívat popularity, ale především výdělků z Rockyho zápasu s Creedem. Rocky si pořídí své první auto a Adrianě kupuje přehršel dárků. Postupem času je však přísun peněz omezený, protože Rocky není schopen vydělat reklamou a tak se vydává hledat práci.
Protože má pouze 8 tříd základní školy, nedaří se mu nalézt práci v kanceláři. Kvůli snižování stavů přichází o práci zpracovávání masa, kde dříve pracoval Adrianin bratr Paulie. Rocky jde pracovat do Mickeyho tělocvičny, kde vynáší kbelíky, sbírá ručníky a uklízí tělocvičnu.
Mezitím Apollo Creed dostává další a další negativní dopisy od fanoušků. Zápas podle nich byl zmanipulovaný, vítěz měl být Rocky, Creed je pro ostudu boxu apod. Creed nedokáže udržet emoce na uzdě a chce dostat Rockyho opět do ringu, aby předvedl, kdo je skutečný šampión. Rocky však stále odmítá, protože slíbil Adrianě, že už nebude boxovat. To Creeda dohání k šílenství a nabádá své lidi, ať klidně Rockyho pošpiní v novinách, ale ať jej dostanou do ringu.
Proti Adrianině rozhodnutí je i její bratr Paulie. Ačkoliv ho Rocky přemlouvá ať jí nic neříká, Paulie se vydává za ní do zverimexu a hrubě jí přesvědčuje, že Rocky musí znovu boxovat proti Creedovi. Z Paulieho hrubosti Adriana začne předčasně rodit a je odvezena do nemocnice. Když doráží Rocky, je Adriana v komatu a jeho dítě v inkubátoru. Odmítá se jít na syna podívat, že to udělá až s Adrianou. Střídavě prosedí několik dní u Adriany a nocí v nemocniční kapli, než se Adriana probudí z koma a souhlasí s tím, aby Rocky proti Creedovi boxoval, ale dokonce Rockyho žádá, aby ho porazil.
Rocky se pouští opět do tréninku a posléze se setkává s Creedem v ringu. Creed je od samého začátku rychlejší a podaří se mu dvakrát uzemnit Rockyho. Balboa s Mickeym vybrali strategii, kdy Rocky bude boxovat jako pravák, ačkoliv je „jižní tlapa“ (levák). Tento způsob boje moc nevyhovuje ani jednomu soupeři, ale přesto zápas pokračuje až do patnáctého kola. V posledním kole jsou oba soupeři již extrémně znaveni. Mickey přikáže Rockymu, aby teď obrátil gard a začal boxovat zase jako levák, což je Rockyho dominanta. Creed je opětovnou změnou směru, odkud přichází údery, zaskočen a Rockymu se daří šampióna zasáhnout, ale padá společně s ním na zem.
Oba dva soupeři leží na zemi a rozhodčí začíná odpočet. Každý z boxerů se snaží nahmátnout oporu lan a zvednout se, ale nakonec Creed opět padá a Rocky se postaví na nohy. Stává se tak novým šampiónem těžké váhy. Rocky, sotva stojící na nohou, křičí do kamery „Adriano, zvládl jsem to!“

## Obsazení
| Sylvester Stallone | Rocky Balboa                                                                       |
| Talia Shire        | Adriana Pennino / Balboa – Rockyho přítelkyně a posléze i žena a matka jeho dítěte |
| Burt Young         | Paulie Pennino – Adrianin bratr                                                    |
| Carl Weathers      | Apollo Creed – úřadující šampión těžké váhy                                        |
| Burgess Meredith   | Mickey Goldmill – Rockyho trenér a manažer                                         |

## Hudba
Soundtrack k filmu opět složil Bill Conti, který následně komponoval hudbu i pro filmy Rocky III, V a Rocky Balboa.